# Guantanamo River
Guantanamo River är ett vattendrag i Kuba, på gränsen till USA.   Det ligger i provinsen Provincia de Guantánamo, i den sydöstra delen av landet, 800 km öster om huvudstaden Havanna.